# جوني جارجانو
جون جارجانو (بالإنجليزية: John Gargano) ويعرف بـ "جوني جارجانو (بالإنجليزية: Johnny Gargano) هو مصارع محترف أمريكي من أصل إيطالي ولد بتاريخ 14 أغسطس 1987 في كليفلاند.

## وصلات خارجية
- جوني جارجانو على موقع دبليو دبليو إي (الإنجليزية)
- جوني جارجانو على موقع WrestlingData.com (الإنجليزية)
- جوني جارجانو على موقع CageMatch worker (الإنجليزية)
- جوني جارجانو على موقع قاعدة بيانات المصارعة على الإنترنت (الإنجليزية)
- جوني جارجانو على موقع عالم المصارعة على الإنترنت (الإنجليزية)
- جوني جارجانو على موقع عالم المصارعة على الإنترنت (الإنجليزية)

جوني جارجانو على موقع IMDb (الإنجليزية)
- جوني جارجانو على موقع قاعدة بيانات الفيلم (الإنجليزية)